# アーバサクサ (小惑星)
アーバサクサ (2678 Aavasaksa) は小惑星帯にある小惑星。ユルィヨ・バイサラがフィンランドのトゥルクで発見した。
ピエール・ルイ・モーペルテュイが率いるフランス科学アカデミーによる測地遠征隊が子午線弧長を測量した場所のひとつでもある、フィンランド、ラップランド地方のユリトルニオ（Ylitornio）にある丘、アーバサクサに因んで名付けられた。